# Берегись автомобиля
«Береги́сь автомоби́ля» — советская чёрно-белая детективная трагикомедия, снятая в 1966 году режиссёром Эльдаром Рязановым на киностудии «Мосфильм». Одна из самых популярных кинокомедий в истории советского кино.

## Сюжет
Скромный и застенчивый страховой агент (в прошлом — шофёр) и актёр народного театра Юрий Деточкин (Иннокентий Смоктуновский) оказывается непримиримым борцом за справедливость. Правда, правоохранительным органам в лице актёра того же театра — следователя Максима Подберёзовикова (Олег Ефремов), в чьём кабинете висит портрет Константина Станиславского, Деточкин представляется опасным, хитроумным, изобретательным и неуловимым преступником.
Бывая по долгу службы в домах довольно состоятельных людей и видя, что его клиенты живут явно не по средствам, Деточкин пытается восстановить справедливость, как он её понимает: он ведёт досье на взяточников, спекулянтов и расхитителей, угоняет у них автомобили, перепродаёт их, а вырученные деньги (за удержанием накладных расходов) переводит детским домам.
У одного из клиентов, молодого продавца комиссионного магазина Димы Семицветова (Андрей Миронов), очень успешно торгующего «из-под прилавка» дефицитной зарубежной электроникой, Деточкину удаётся угнать машину лишь с третьей попытки: в первый раз срабатывает сигнализация, во второй раз Деточкин попадает в капкан, установленный бдительным хозяином после первой попытки угона. В третий раз главный герой подкупает крановщика, и тот при помощи автокрана поднимает гараж Семицветова. На угнанной машине Деточкин едет в Прибалтику и по пути знакомится с симпатичным автоинспектором (Георгий Жжёнов), которому помогает завести заглохший мотоцикл. Но в ближайшем населённом пункте автоинспектор получает ориентировку на угнанную «Волгу» и пускается за Деточкиным в погоню. После каскада автомобильных трюков милицейский мотоцикл снова глохнет, и Деточкин продолжает свой путь.
Пока Деточкин в Прибалтике продаёт «Волгу» Семицветова некоему пастору (Донатас Банионис), приобретающему машину на пожертвования прихожан, на его след выходит Максим Подберёзовиков. Следователь случайно обнаруживает, что свои отпуска за собственный счёт Деточкин дома объясняет «служебными командировками», а на работе — «болезнями» многочисленных «родственников». Подберёзовиков вспоминает все странности в поведении Деточкина и его повышенный интерес к расследованию, и у него исчезают последние сомнения.
На очередной репетиции Подберёзовиков разоблачает Деточкина, но, желая всё-таки понять, что толкнуло его на путь преступления, перед арестом ведёт друга в пивную. Деточкин предъявляет Максиму все имеющиеся документы: квитанции на денежные переводы и прочее. Заведующий пивной (Сергей Кулагин), тоже жертва Деточкина, решив, что нагрянула ревизия, подаёт визитёрам «фирменное пиво». Захмелевший Подберёзовиков, узнав, что Деточкин угоняет автомобили из благородных побуждений, решает пойти на должностное преступление и отпустить Юрия Ивановича под обещание больше не угонять машины даже у взяточников. Он пытается даже разорвать постановление об аресте, но Деточкин отнимает у него документ.
В ожидании скорого ареста Деточкин рассказывает обо всём своей невесте Любе (Ольга Аросева). На следующий день Деточкин честно пытается покончить с преступным прошлым; он выбрасывает в реку шляпу, перчатки, картотеку и ключи, но ему тут же попадается на глаза «Волга» со знакомым номером. Выловив из воды свои вещи и картотеку, главный герой устанавливает, что машина принадлежит взяточнику, и угоняет её, но на этот раз подгоняет машину под окна кабинета Подберёзовикова. Во время поездки в этой машине по городу Деточкина из своего троллейбуса замечает Люба и бросается за ним в неудачную погоню, чтобы предотвратить новое преступление. Однако в картотеку Деточкина вкралась ошибка: автомобиль принадлежит честному человеку. Подберёзовиков вынужден арестовать друга. Деточкин сам является «с вещами» и готовым постановлением о собственном аресте.
На премьеру самодеятельного «Гамлета» Деточкина под конвоем, но всё же привозят. Спектакль проходит с большим успехом.
В суде Подберёзовиков и другие знакомые Деточкина выступают в его защиту. Патетично обвинявший Деточкина Дима Семицветов замолкает, услышав из уст государственного обвинителя, что против него самого возбуждено уголовное дело. Семен Васильевич требует освободить Юрия Деточкина. Какой именно срок определяет суд Деточкину, не сообщается. В финале фильма Люба едет на троллейбусе и встречает на дороге коротко остриженного и улыбающегося Деточкина.

## В ролях
| Актёр                    | Роль                                                   |
| ------------------------ | ------------------------------------------------------ |
| Иннокентий Смоктуновский | Юрий Иванович Деточкин страховой агент                 |
| Олег Ефремов             | Максим Петрович Подберёзовиков следователь             |
| Любовь Добржанская       | мать Деточкина                                         |
| Ольга Аросева            | Люба невеста Деточкина, водитель троллейбуса           |
| Андрей Миронов           | Дима Семицветов продавец комиссионного магазина        |
| Татьяна Гаврилова        | Инна жена Семицветова                                  |
| Анатолий Папанов         | Семён Васильевич тесть Семицветова                     |
| Георгий Жжёнов           | автоинспектор                                          |
| Евгений Евстигнеев       | Евгений Александрович режиссёр народного театра        |
| Сергей Кулагин           | директор пивной                                        |
| Виктория Радунская       | Таня криминалист                                       |
| Готлиб Ронинсон          | Яков Михайлович начальник Деточкина                    |
| Борис Рунге              | человек с чемоданами                                   |
| Яков Ленц                | продавец в табачном киоске                             |
| Вячеслав Невинный        | сосед-автослесарь                                      |
| Донатас Банионис         | пастор, покупатель «Волги»                             |
| Галина Волчек            | покупательница магнитофона (нет в титрах)              |
| Любовь Соколова          | народный судья                                         |
| Антонина Максимова       | актриса народного театра                               |
| Юлиана Бугаева           | Симочка (нет в титрах)                                 |
| Инга Будкевич            | покупательница транзисторного приёмника (нет в титрах) |
| Сергей Жирнов            | актёр народного театра (нет в титрах)                  |
| Зоя Исаева               | гостья Семицветовых (нет в титрах)                     |
| Юрий Киреев              | милиционер, актёр народного театра (нет в титрах)      |
| Е. Кирьякова             | «свидетельница» (нет в титрах)                         |
| Алексей Коренев          | покупатель в комиссионном магазине (нет в титрах)      |
| Нина Крачковская         | кассир на телеграфе (нет в титрах)                     |
| Владимир Липпарт         | милиционер, актёр народного театра (нет в титрах)      |
| Эмилия Мильтон           | дама в комиссионке (нет в титрах)                      |
| Владимир Нахабцев        | (нет в титрах)                                         |
| Наталья Дородная         | официантка (нет в титрах)                              |
| Николай Парфёнов         | прокурор на судебном заседании (нет в титрах)          |
| Александр Петров         | актёр народного театра (нет в титрах)                  |
| Нонна Тен                | гостья Семицветовых (нет в титрах)                     |
| Александр Титов          | свидетель (нет в титрах)                               |
| Георгий Шаповалов        | продавец в охотничьем магазине (нет в титрах)          |
| Людмила Давыдова         | официантка в пивной (нет в титрах)                     |
| Юрий Яковлев             | голос за кадром (нет в титрах)                         |

## Съёмочная группа

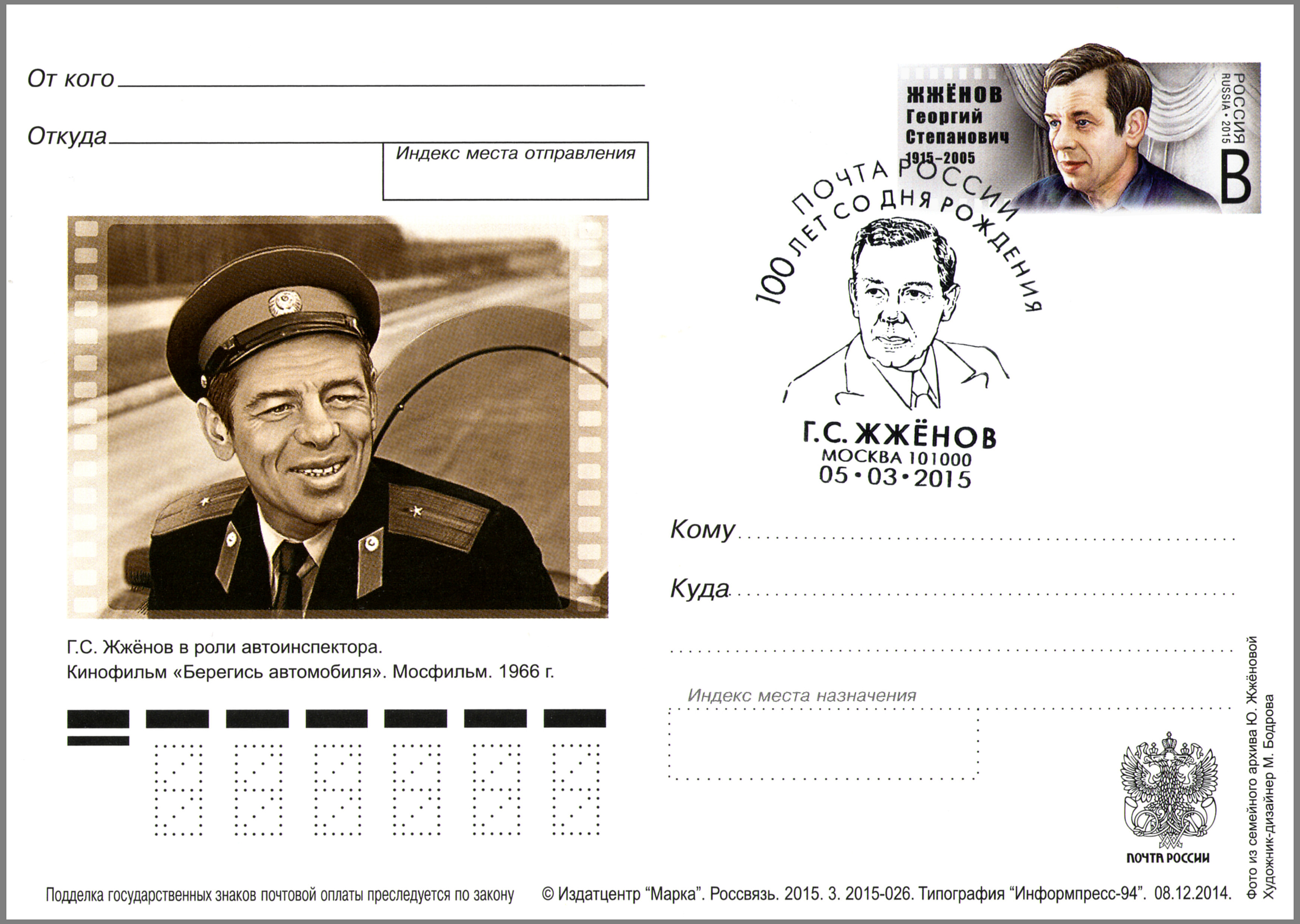
Георгий Жжёнов

- Авторы сценария — Эмиль Брагинский, Эльдар Рязанов
- Режиссёр-постановщик — Эльдар Рязанов
- Операторы-постановщики — Анатолий Мукасей, Владимир Нахабцев
- Художники-постановщики — Борис Немечек, Лев Семёнов
- Второй режиссёр — Алексей Коренев
- Композитор — Андрей Петров
- Звукооператор — Валерий Попов
- Дирижёр — Юрий Силантьев
- Художник по костюмам — Шелли Быховская
- Гримёр — Ольга Струнцова
- Режиссёр монтажа — Екатерина Овсянникова
- Редактор — Анатолий Степанов
- Консультанты — А. Микулин, А. Шпеер
- Ассистенты:
режиссёра — Арнольд Идес, Полина Шевкуненко
оператора — Юрий Епишин, Владимир Фридкин, Александр Виханский
звукооператора — Валентина Щедрина
- Директор картины — Ефим Голынский

## Производство

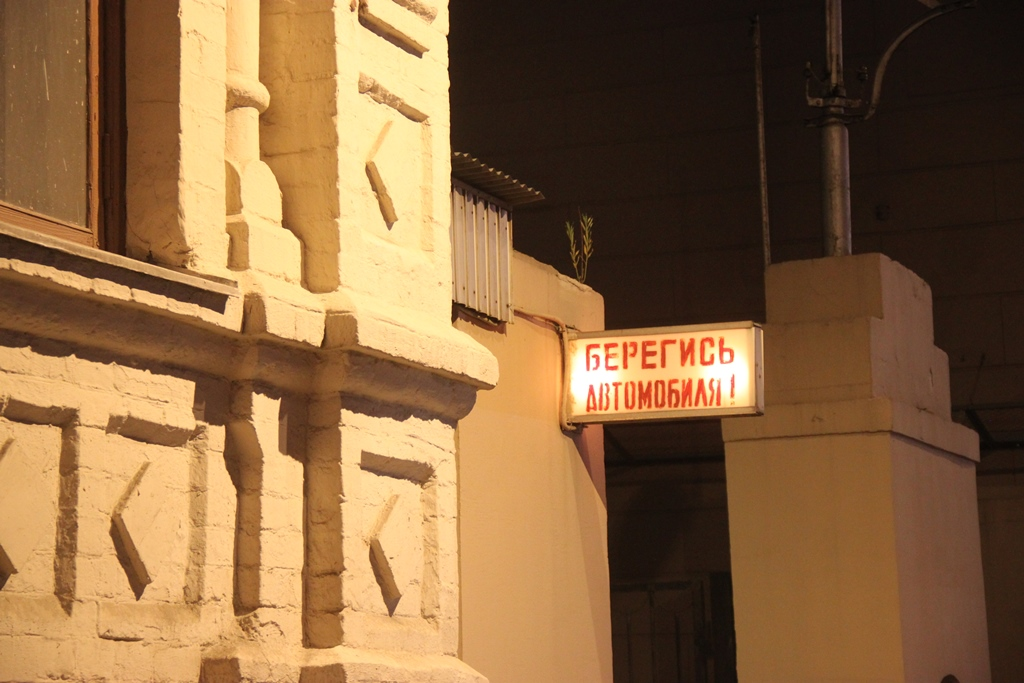
Название фильма взято с городских улиц

Лирическая трагикомедия «Берегись автомобиля» стала первой совместной работой Эльдара Рязанова и кинодраматурга Эмиля Брагинского. Как вспоминал впоследствии режиссёр, в основу сюжета легла «бродячая легенда» тех лет: о человеке, который угонял машины у людей, живущих на нетрудовые доходы (взяточников, спекулянтов, расхитителей социалистической собственности и тому подобных), продавал их, а деньги переводил в детские дома.
Рязанов и Брагинский слышали эту историю в разных городах: в Москве, Ленинграде и Одессе; желая услышать её из первых уст, обращались в различные правоохранительные учреждения, но оказалось, что данная история целиком вымышлена: «Просто народ выдумал легенду о современном благородном разбойнике — Робине Гуде, в которой выдал желаемое за действительное».
Отсутствие реального прототипа озадачило авторов сценария, но не заставило отказаться от замысла; сочиняя своего героя, они, по свидетельству Рязанова, опирались на традиции мировой литературы и кинематографа: главным образом фантазию авторов питали Дон Кихот, чаплиновский Чарли и князь Мышкин.
Нам хотелось, — писал Эльдар Рязанов, — сделать добрую, грустную комедию о хорошем человеке, который кажется ненормальным, но на самом деле он нормальнее многих других. Ведь он обращает внимание на то, мимо чего мы часто проходим равнодушно. Этот человек — большой, чистосердечный ребёнок. Его глаза широко открыты на мир, его реакции непосредственны, слова простодушны, сдерживающие центры не мешают его искренним порывам. Мы дали ему фамилию Деточкин».
По одной из версий, прототипом Деточкина был Борис Венгровер: «Почти все вырученные от краж деньги он не проигрывал в карты, не просаживал в ресторанных загулах, а по своей страсти тратил на Саженевскую школу-интернат в Рязанской области. По-прежнему щедро одаривал сирот подарками и нелегально тренировал детские футбольные команды».
Редакторам Госкино в сценарии понравилось всё, кроме того обстоятельства, что симпатичный его герой ворует машины: было бы намного лучше, если бы он просто сообщал в ОБХСС, что такой-то человек — жулик и живёт на нетрудовые доходы.
Тем не менее фильм под названием «Угнали машину» был уже запущен в подготовительный период, когда председатель Госкино Алексей Романов забраковал сценарий — из опасения, что советские граждане, посмотрев фильм, начнут угонять друг у друга машины; фильм был «законсервирован».
Рязанов и Брагинский переработали сценарий в повесть, которая в 1964 году была опубликована в журнале «Молодая гвардия» и получила хорошие отзывы, — за это время режиссёр успел снять фильм «Дайте жалобную книгу». Благожелательные рецензии на повесть произвели впечатление в ЦК, и на съёмки фильма наконец было дано «добро».

### Юрий Деточкин и Максим Подберёзовиков
По свидетельству Эльдара Рязанова, кандидатура Иннокентия Смоктуновского на роль Деточкина возникла ещё в 1962 году: «Но только в таком плане: хорошо бы было…» — в то время Смоктуновский снимался в «Гамлете», и на него трудно было рассчитывать. Тогда на главную роль был утверждён Юрий Никулин, на роль его антагониста, следователя Максима Подберёзовикова — Юрий Яковлев.

Юрий Деточкин и Максим Подберёзовиков

Когда же в 1964 году Рязанов смог наконец приступить к съёмкам, Юрий Никулин вновь, как в 1962 году, отправился с цирком в длительное зарубежное турне, при этом фактически отказавшись от предложенной роли: «У меня ощущение, что я это уже сыграл». Рязанов обратился к Смоктуновскому, — вся съёмочная группа хотела, чтобы Деточкина сыграл именно он; но из-за занятости и усталости актёр отказался.
Рязанов пробовал на главную роль многих известных артистов (Леонида Быкова, Василия Ланового, Михаила Державина, Александра Белявского); в их числе был и Леонид Куравлёв: «Он оказался достоверен, правдив, симпатичен, — вспоминал Рязанов, — но в нём не хватало странности, не было эдакого лёгкого сдвига мозгов». Пробовался на роль Деточкина и Олег Ефремов, — он мастерски изображал своего героя, но не был им: «Сквозь мягкость, добросердечие и наивность проглядывал волевой, железный человек»; соавтор режиссёра Эмиль Брагинский, увидев кинопробы, отрезал: «Да вы что, товарищи? Это же волк в овечьей шкуре!». В конце концов Э. Рязанову удалось уговорить И. Смоктуновского, чья природная странность дала необходимый эффект остранения характера главного героя.

Памятник Юрию Деточкину в Самаре

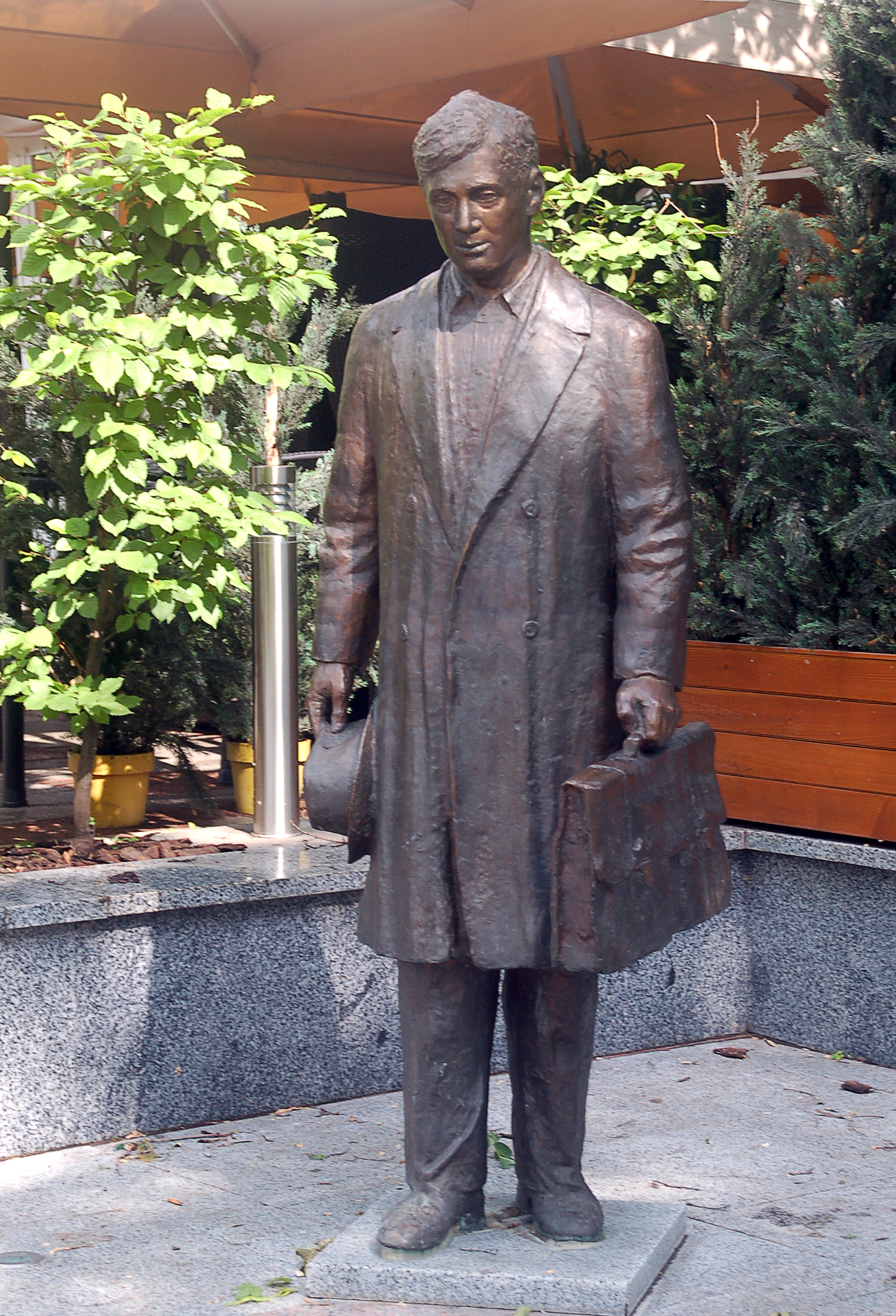
Памятник страховому агенту в Донецке использует образ Деточкина

Здесь актёр ещё раз сыграл Гамлета, но уже не как Смоктуновский, а как актёр самодеятельного театра. Рязанов в своём фильме напомнил и о другой знаменитой роли Смоктуновского — князе Мышкине: в одной из сцен невеста Деточкина Люба (Ольга Аросева) бросает в сердцах: «Посмотри на себя! Ты же — идиот!» При этом Смоктуновский заставил режиссёра кое в чём отступить от сценария: так, при первой попытке угнать автомобиль Димы Семицветова, когда опаздывающий на поезд человек просил подвезти его, Деточкин по сценарию «врал с три короба», чтобы отвязаться от непрошеного пассажира, а в фильме Деточкин говорит всё как есть: что он собирается угнать машину, и пассажир рискует попасть в неприятную историю. «Это — Смоктуновский, — пишет Рязанов, — восстал против лжи своего героя. Это он восстал, следуя не только логике характера Деточкина, но и, пожалуй, своего собственного».
Иннокентий Смоктуновский в этой роли создал один из самых популярных образов советского кинематографа; 9 ноября 2012 года в Самаре к восьмидесятипятилетию Эльдара Рязанова был открыт памятник Юрию Деточкину.
В Олеге Ефремове режиссёр нашёл идеального Максима Подберёзовикова: с одной стороны, подошли его «стальной взгляд, решительная походка, уверенность жеста, волевое лицо», с другой — в Ефремове присутствовала самоирония, позволявшая ему играть следователя-актёра «как бы не всерьёз, подчёркивая лёгкую снисходительность по отношению к своему персонажу».

### Съёмки
По воспоминаниям Ольги Аросевой, ей действительно пришлось водить по улицам Москвы троллейбус (для чего она прошла соответствующие курсы), причём пришлось выехать на маршрут, и пассажиры в салоне были настоящими, а не массовкой.
Мосфильмовская «Волга» ГАЗ-21, на которой Деточкин ушёл от погони, снималась также в фильмах «Три тополя на Плющихе» Татьяны Лиозновой, «Бриллиантовая рука» Леонида Гайдая, «Яды, или Всемирная история отравлений» Карена Шахназарова и телесериале «Людмила». Позже машина была размещена в музее киноконцерна «Мосфильм». В сцене погони милиционера за Деточкиным использовалось несколько разных тяжёлых мотоциклов.

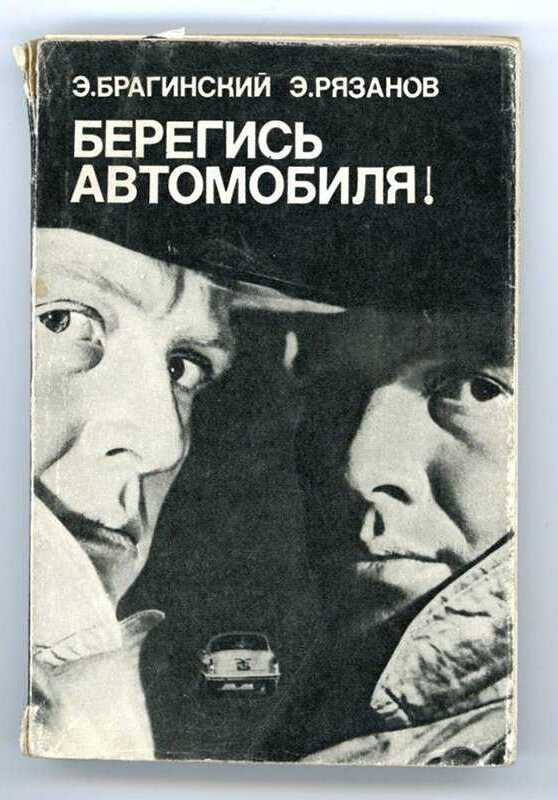
Книга "Берегись автомобиля". 1967

Самодеятельный театр, в котором главные герои репетировали, а затем сыграли спектакль, снимали в двух городах: интерьеры — в Москве, в зрительном зале Дома культуры завода «Каучук», а вход в здание ДК — в Одессе, на перекрёстке улиц Жуковского и Екатерининской, где размещается телефонная станция. К трём широким дверям, слева от которых в фильме видна афиша спектакля «Гамлет», вели девять ступеней, и они сохранились, а вот двери превратились в три окна.

Донатаса Баниониса, говорящего по-русски с литовским акцентом, в большинстве фильмов дублируют русскоговорящие актёры. В «Берегись автомобиля» он разговаривает своим голосом.
Первая совместная работа Рязанова и композитора Андрея Петрова, который был приглашён после того, как Рязанов услышал «Песню о друге» из фильма Георгия Данелии «Путь к причалу». Сам Рязанов считал главную мелодию кинофильма одним из лучших вальсов, написанных в СССР — наравне с вальсом Хачатуряна к «Маскараду», вальсом Свиридова к «Метели» и вальсом Дога к картине «Мой ласковый и нежный зверь». В дальнейшем Петров написал музыку к фильмам «Старики-разбойники», «Служебный роман», «Гараж» «Забытая мелодия для флейты» и другим кинокартинам Рязанова.

## Колоризация
В августе 2014 года начался процесс колоризации фильма «Берегись автомобиля», режиссёром которой стал сам Эльдар Рязанов, скончавшийся в ноябре 2015 года. Работы продолжались более двух с половиной лет; в России премьера цветной версии, приуроченная к 90-летию Рязанова, состоялась 18 ноября 2017 года на «Первом канале».

## Документалистика
- Документальный фильм. Автор и ведущий — Александр Казакевич. Режиссёр — Константин Голенчик. ООО «Студия „Неофит“» по заказу ГТРК «Культура». 2017 г (23 июня 2020). Дело Деточкина.  39 мин. Россия-Культура. {{cite episode}}: |series= пропущен или пуст (справка)